# Roman Bondaruk
Roman Bondaruk (né le 20 juin 1974) est un tireur sportif ukrainien. 
Il finit 6e lors des Jeux olympiques de Pékin 2008, au 25 m pistolet rapide (60 coups). 